# ناديزدا ماكروغوزوفا
ناديزدا ماكروغوزوفا (مواليد 2 أبريل 1997) هي لاعبة كرة طائرة شاطئية روسية.شاركت في أولمبياد 2020.